# 다스 에어스터
Das Erste는 독일의 공영 방송 ARD의 전국 방송 채널이다. 채널 번호는 DVB-T 1번이다. Das Erste라는 이름은 독일어로 '첫 번째'를 뜻한다.

## 역사

1997년~2003년간 쓰인 로고

Das Erste는 제2차 세계대전 전후 북서독일방송(NWDR)에서 NWDR-Fernsehen라는 이름의 지역 방송으로 출발하였다. 이후 1954년에 Deutsches Fernsehen(독일 텔레비전)이란 이름으로 바꾸었고, 이후 ARD2 (현 ZDF)가 개국된 이후에도 쓰여오다가 1984년 민영방송 RTL 텔레비전이 개국한 즈음부터 Erstes Deutsches Fernsehen(독일 제1텔레비전)으로 이름을 바꾸었고 1997년부터 간단하게 Das Erste로 부르고 있다. 단, 프로그램 시작 예고 등에선 아직도 이전 이름인 Erstes Deutsches Fernsehen으로 부르기도 한다. 2010년부터는 HD채널인 Das Erste HD를 개국하였다.

## 편성 분포
ARD계열의 각 지역방송국은 가청권의 인구수에 비례하여 일정 수준의 프로그램을 제공하고 있다. 각 지역 방송국의 편성 분포는 아래와 같다.
| 방송사명                       | 편성 비율(%) | 평균 방송 시간 |
| ------------------------------ | ------------ | -------------- |
| 바이에른 방송 (BR)             | 15.95        | 3.828          |
| 헤센 방송 (hr)                 | 7.40         | 1.776          |
| 중부독일방송 (mdr)             | 10.85        | 2.604          |
| 북부독일방송 (NDR)             | 17.60        | 4.224          |
| 라디오 브레멘 (RB)             | 0.75         | 0.18           |
| 베를린-브란덴부르크 방송 (rbb) | 6.60         | 1.584          |
| 자를란트 방송 (SR)             | 1.25         | 0.3            |
| 남서방송 (SWR)                 | 18.20        | 4.368          |
| 서부독일방송 (WDR)             | 21.40        | 5.136          |

## 방영 프로그램
- 뉴스 및 스포츠

Das Erste의 ①로고

  - ARD 모르겐마가친(Morgenmagazin) : 월요일~금요일 오전 5시 30분~9시에 방송되는 독일의 아침 정보 프로그램. 1992년부터 방송을 시작하였다. 동시간대에 ZDF와 동시에 송출되며, 2주 간격으로 ZDF 모르겐마가친과 교대로 방송을 한다.
  - 타게스샤우(Tagesschau) : 메인 뉴스 프로그램. 북부독일방송 산하 ARD-aktuell 제작.
  - 타게스테멘(Tagesthemen) : 밤 10시 30분에 방송하는 심층 위주의 뉴스 프로그램. 북부독일방송 산하 ARD-aktuell 제작.
  - 나흐트마가친(Nachtmagazin) : 심야 뉴스 프로그램. 북부독일방송 산하 ARD-aktuell 제작.
  - Bericht aus Berlin : 정치 뉴스 프로그램. 베를린에 위치한 ARD-Hauptstadtstudio에서 제작. 독일 통일 이전에는 "Berichts aus Bonn"이라는 이름으로 본에서 제작하였다.
  - Sportschau : 1961년부터 방송 중인 스포츠 매거진 프로그램. 서부독일방송 제작.
- 드라마
  - 타트오르트(Tatort) : 1970년대부터 방송 중인 수사 드라마. ARD의 전 가맹국과 오스트리아의 ORF, 스위스의 SRG SSR(SRF)의 공동 제작.
  - 폴리차이루프 110(Polizeiruf 110) : 1971년부터 방송중인 드라마.
  - 린덴슈트라세(Lindenstraße) : 1985년부터 방송중인 드라마. 서부독일방송 제작.
  - 슈투름 데어 리베(Sturm der Liebe) : 2005년부터 방송중인 드라마. 바이에른 방송 제작.
- 어린이 프로그램
  - Sesamstraße : 미국 PBS의 세서미 스트리트의 방송 포맷을 빌려 북부독일방송에서 제작하는 어린이 프로그램.
  - Die Sendung mit der Maus : 1971년부터 방송중으로 쥐를 주인공으로 한 어린이 프로그램. 서부독일방송 제작.